# Фронтон
 Тази статия е за архитектурния елемент.  За римския политик вижте Марк Корнелий Фронтон.  
Фронтон (на английски: pediment; на френски: fronton; на италиански: frontone) или триъгълен челник е класически архитектурен елемент, увенчаващ дадена хоризонтална структура (антаблеман), обикновено (невинаги) поддържана от колонада. Най-често има триъгълна форма, но може да бъде и дъговиден (част от сегмент на окръжност). Горната част на фронтона се рамкира със силно подчертан корниз. Средното вдлъбнато поле (ниша) се нарича тимпан, който най-често е запълнен от скулптирани релефни композиции.

## История и описание
Фронтонът е най-често срещан в архитектурата от Античността (Гърция, Рим), Ренесанса, Барока и неокласическата архитектура. Като известни примери и първоизточници обикновено се посочват сградите на Партенона в Атина и Пантеона в Рим. Този архитектурен елемент е създаден и развит, като строителна техника в Древна Гърция. През другите културни епохи фронтонът често не е носещ (конструктивен) елемент. Там се използва най-вече неговата декоративна функция и ролята му на символ. Именно тогава започва и широката му употреба, като увенчаващ елемент на прозорци, врати, гробници и др. Навлиза масово и в интериорното оформление включително и в мебелния дизайн.
Като основна форма фронтоните биват два вида – триъгълен (класически) и сегментен (дъговиден). И двата вида от своя страна се разделят на затворени и отворени. При отворените, наклоненият рамкиращ корниз е прекъснат в най-високата си част. По-късен и усложнен вариант е т. нар. форма „лебедова шия“, където двете рамена на наклонения корниз са със „S“-образна форма. Тези усложнени линии са използвани по-широко по времето на Маниеризма и в изработката на мебели с еталон стилът Чипъндейл.
Нишата – средната вдлъбната част на фронтона се нарича тимпан. Тази част е разработвана по най-разнообразни начини в хода на историята. Често е изпълвана с релефни и скулптурни фигурални композиции показващи сцени от митологиите или славни битки. Фресковата живопис е друг начин прилаган за запълване на площта на тимпана. Разбира се понякога той е оставян да въздейства и като изцяло равен и монотонен триъгълник. На по-късен етап започват да се вграждат часовници и гербове както и да се вписват отвори обикновено с овални форми. При отворения тип фронтон, декорацията на тимпана нерядко излиза нагоре извън мисленото очертание на основната форма.

## Примери от България
- Народен театър „Иван Вазов“
- Българска академия на науките на площад Народно Събрание – над секцията на главния вход
- Централен военен клуб, София – над голяма част от прозорците
- Катедралата „Св. Лудвиг“, Пловдив
- Църквата Св. св. Кирил и Методи, Пловдив
- Над ризалитите на президентството и министерския съвет в София
- Драматичният театър, Хасково
- Драматичният театър, Търговище
- Народно читалище „Съгласие“, Ямбол
- Католическата църква, Ямбол